# Бабата
Баба́та (старо официално име от 1819 до 1947 години - Код-Китай, официално име на украински: Острівне; на руски: Островное; народно име: Баба́та) е село в южна Украйна, разположено в Измаилски район, Одеска област. Заема площ от 2,33 км2. Преобладаваща част от жителите са бесарабски българи.

## География
Селото се намира в историко-географската област Буджак, южна Бесарабия. Разположено е на югозапад от град Арциз, в близост до селата – Задунаево, Кирнички, Стари Трояни и Селиоглу.

## История
Селото е основано през 1817 година. До 1947 година носи името Кодкитай.

## Население
Численост на населението според преброяванията през годините:
- 1989 – 1579 души
- 2001 – 1306 души

### Езици
Численост и дял на населението по роден език, според преброяването на населението през 2001 г.:
| Роден език | Численост | Дял (в %) |
| Общо       | 1306      | 100.00    |
| Български  | 1180      | 90.35     |
| Украински  | 46        | 3.52      |
| Руски      | 42        | 3.21      |
| Молдовски  | 18        | 1.37      |
| Гагаузки   | 8         | 0.61      |
| Цигански   | 6         | 0.45      |
| Други      | 6         | 0.45      |

## Личности
Личности, родени в селото:
- Петър Бурлак-Вълканов (1939-2005), български поет, патриарх на българска бесарабска поезия и литература
- Александър Фудулаки (1859-1901), първият български морски офицер, офицер от Българската армия, участник в Сръбско-българската война при Брезник
- Петър Бахчеван (1952-2013), родолюбец, меценат, активен деец в българско национално движение в Украйна